# Coenia palustris
Coenia palustris är en tvåvingeart som först beskrevs av Fallen 1823.  Coenia palustris ingår i släktet Coenia och familjen vattenflugor. Arten är reproducerande i Sverige. Inga underarter finns listade i Catalogue of Life.